# Neblinichthys
Neblinichthys is een geslacht van straalvinnige vissen uit de familie van de harnasmeervallen (Loricariidae).

## Soorten
- Neblinichthys brevibracchium Taphorn, Armbruster, López-Fernández & Bernard, 2010
- Neblinichthys echinasus Taphorn, Armbruster, López-Fernández & Bernard, 2010
- Neblinichthys pilosus Ferraris, Isbrücker & Nijssen, 1986
- Neblinichthys roraima Provenzano R., Lasso A. & Ponte, 1995
- Neblinichthys yaravi (Steindachner, 1915)